# Херст-касл

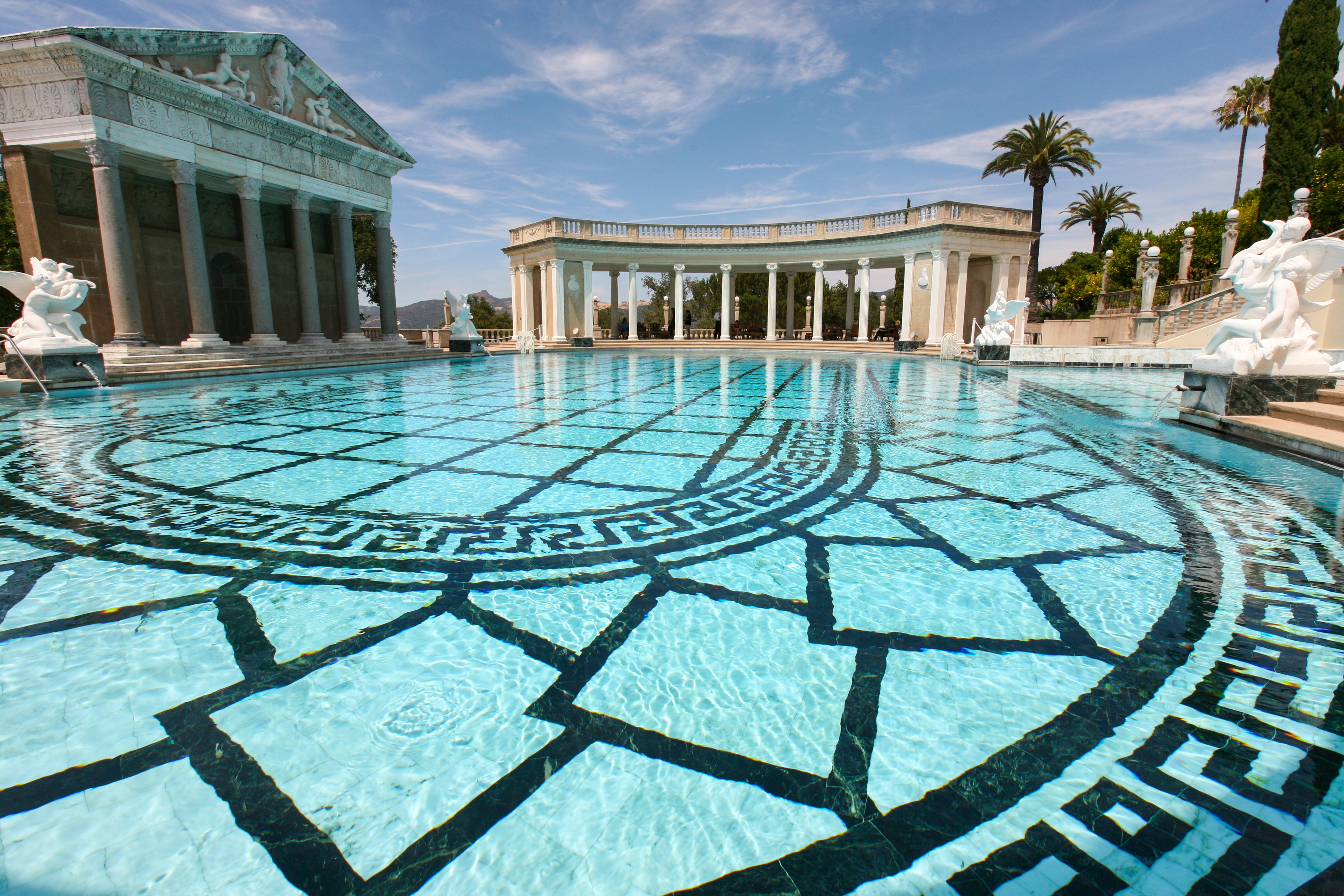
Нептунов бассейн в Херст-касле.

Херст-касл (Hearst Castle, то есть «замок Херста») — национальный исторический памятник на тихоокеанском побережье Калифорнии, примерно на полпути между Лос-Анджелесом и Сан-Франциско. Главный усадебный дом стоит на «Зачарованном холме» (исп. La Cuesta Encantada) в 8 км от океана. В доме 56 спален, 61 уборная, 19 гостиных, на территории усадьбы — несколько бассейнов и теннисных кортов, кинотеатр, аэродром и крупнейший в мире частный зоопарк (сейчас без животных).

## История

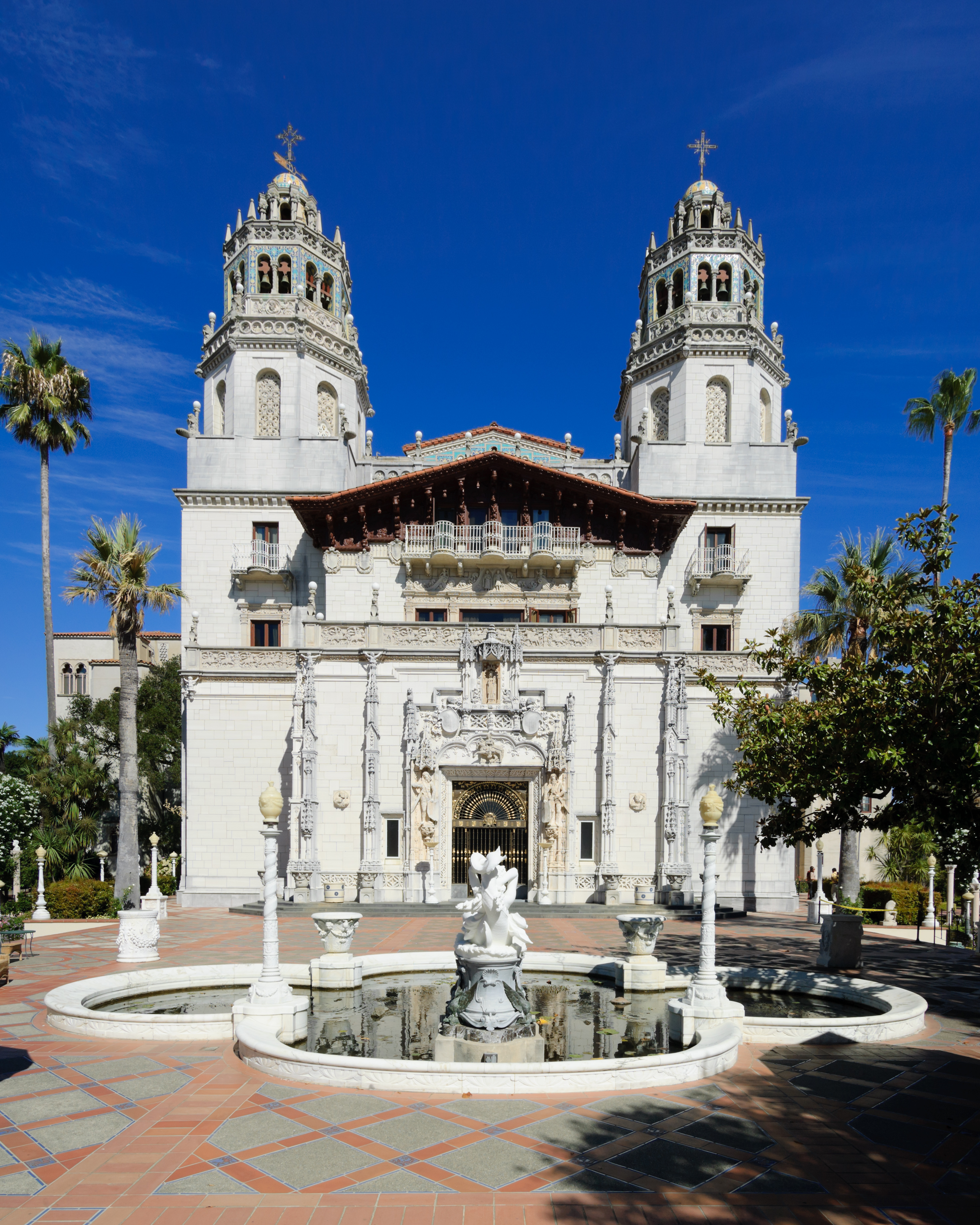
Вход в усадебный дом

Первоначальный участок в северной Калифорнии площадью 160 кв км был приобретён сенатором Джорджем Херстом в 1865 году. Первой постройкой стал дом в духе викторианской Англии, который остается в распоряжении его потомков. После смерти вдовы сенатора в 1919 году усадьбу (площадь которой к тому времени выросла до 250 тысяч акров) унаследовал сын сенатора, знаменитый медиамагнат Уильям Рендольф Херст. По его инициативе Херст-касл украсился величавыми строениями, принёсшими этому уголку Калифорнии мировую известность.
До 1947 года он непрестанно возводил, сносил и перестраивал свой замок, который он обычно называл «ранчо». Привлечённый им архитектор Джулия Морган эклектически перетасовывала стили различных периодов европейской истории: главный дом напоминает испанский собор эпохи платереско, а у кромки Нептунова бассейна живописно расположился павильон с перевезённым из Средиземноморья древнеримским фронтоном. Произведения искусства для украшения усадьбы (включая гигантские плафоны) доставляли из Европы.
По вечерам в усадьбе проходили рауты, достать приглашение на которые считалось большой честью. Помимо бесчисленных голливудских звёзд, на вечеринках в доме Херста бывали такие знаменитости, как Калвин Кулидж, Франклин Рузвельт, Уинстон Черчилль, Чарли Чаплин.
В 1947 году владелец дома по совету докторов был вынужден оставить морское побережье. Десять лет спустя его корпорация передала Херст-касл властям штата при условии, что семейство Херстов сохранит право проживать на его территории.
В 2014 году стал местом съёмок клипа на песню G.U.Y певицы Леди Гаги, также сама артистка пожертвовала 250 тысяч долларов на восстановление особняка 

## Ксанаду

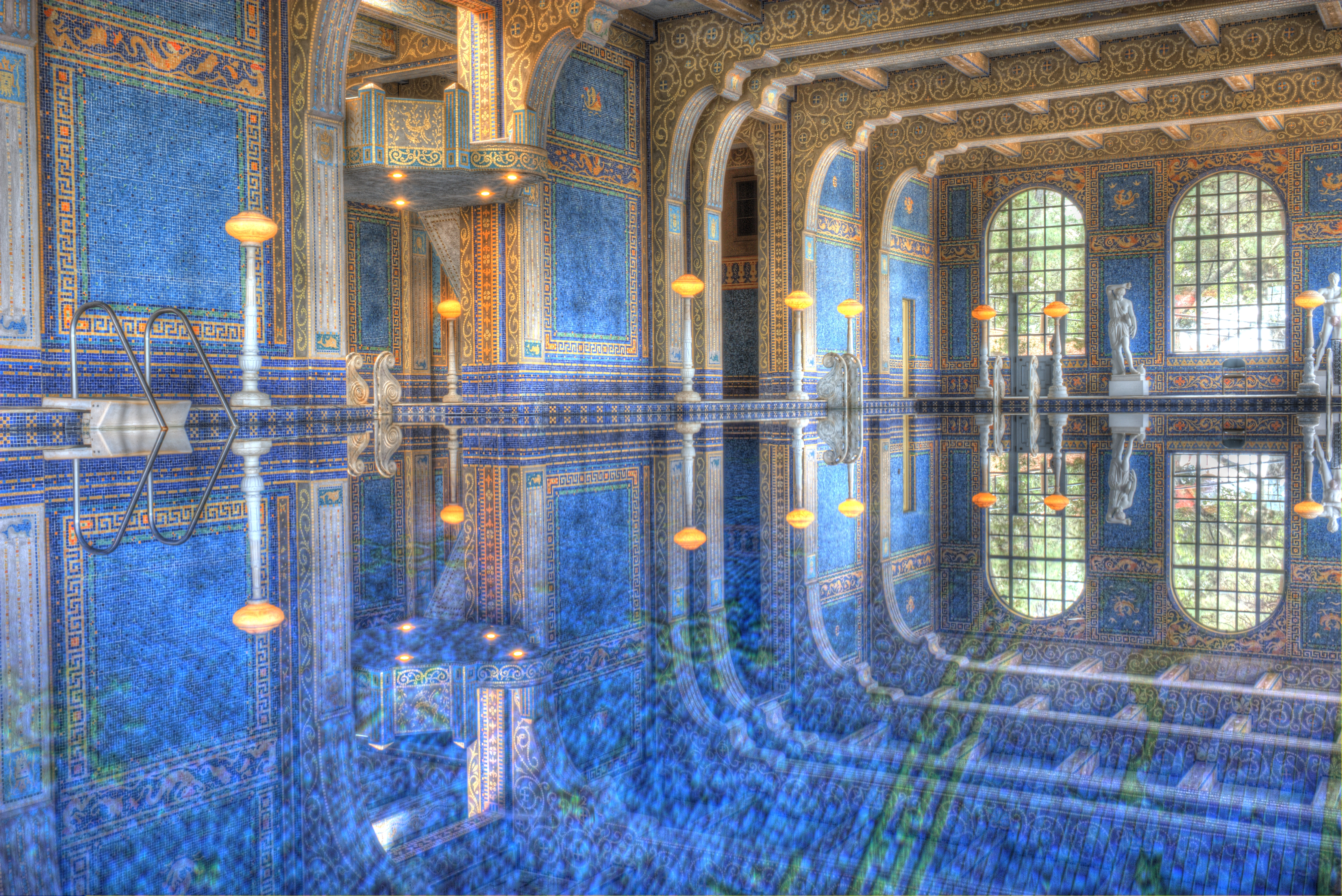
Бассейн, стилизованный под древнеримские термы.

Херст-касл послужил прототипом грандиозного поместья Ксанаду (Занаду), возведённого Чарлзом Фостером Кейном в фильме Орсона Уэллса «Гражданин Кейн» (1941). Флоридское поместье Кейна описывается как самое крупное в мире — «самый дорогостоящий памятник, построенный человеком в честь себя самого со времён пирамид». Свезённых туда произведений искусства хватило бы для наполнения десяти музеев.
В целях экономии бюджета Уэллс не стал строить макет поместья. Для изображения внешнего вида замка в фильме использована графика на матовом стекле. Неприступные стены сумеречно освещённого Ксанаду всегда окружены зловещим густым туманом. Съёмка интерьеров велась снизу и чуть по диагонали, подчёркивая гигантоманию Кейна и одиночество дома, ставшего тюрьмой его хозяина, а равно и пустоту его внутренней жизни.